# Suzanne Baron
Suzanne Baron (* 18. Juni 1927 in Nizza; † 20. Dezember 1995 in Paris) war eine französische Filmeditorin.
Suzanne Baron war von Ende der 1940er Jahre bis zu ihrem Tod als Filmeditorin tätig. Sie arbeitete für Regisseure wie Jacques Tati, Louis Malle und Volker Schlöndorff. Insgesamt wirkte sie an über 40 Filmproduktionen mit.

## Filmografie (Auswahl)
- 1958: Mein Onkel (Mon oncle)
- 1961: Ferien in der Hölle (Vacances en enfer)
- 1963: Das Irrlicht (Le feu follet)
- 1963: Sterben für Madrid (Mourir à Madrid, Dokumentarfilm)
- 1965: Viva Maria!
- 1965: Der Mann, der sich die Haare kurz schneiden ließ (De man die zijn haar kort liet knippen)
- 1968: Außergewöhnliche Geschichten (Histoires extraordinaires)
- 1971: Herzflimmern (Le souffle au cœur)
- 1974: Lacombe, Lucien
- 1975: Black Moon
- 1979: Die Blechtrommel
- 1980: Atlantic City, USA
- 1981: Mein Essen mit André (My Dinner with Andre)
- 1981: Die Fälschung
- 1991: Cerro Torre: Schrei aus Stein
- 1991: Anna Göldin – Letzte Hexe
- 1995: Das Versprechen